# Andrea Rossi (patriota)
Andrea Rossi (Diano Marina, 14 agosto 1814 – Diano Marina, 14 dicembre 1898) è stato un patriota e militare italiano, noto per la sua partecipazione alla spedizione dei Mille e per il suo ruolo nelle guerre d'indipendenza italiane.

## Biografia
Nato a Diano Marina, secondogenito di Giovan Battista e Rosa Pissarello, Rossi manifestò fin da giovane una grande passione per il mare. Iniziò la sua carriera imbarcandosi su navi mercantili genovesi.
Il 10 luglio 1831, durante una navigazione nel Canale di Sicilia, Rossi ebbe il suo primo incontro con Giuseppe Garibaldi presso l'effimera isola Ferdinandea. Questo incontro segnò l'inizio di un lungo rapporto di collaborazione e amicizia. Attratto dagli ideali della Giovine Italia, Rossi partecipò ai moti del 1833, che lo costrinsero all'esilio. Si trasferì a Montevideo, dove si riunì con Garibaldi e si unì alle sue spedizioni militari in Sud America, combattendo per la Repubblica del Rio Grande do Sul e per l'Uruguay.
Nel 1848, grazie a un'amnistia reale, Rossi rientrò in Italia. Il 9 luglio 1851 sposò a Diano Marina Bianca Maria Rossi. Durante questo periodo, si impegnò in progetti locali, come la costruzione di un porto nella rada di Diano, mantenendo al contempo stretti rapporti con Garibaldi e i compagni sudamericani. Allo scoppio della seconda guerra d'indipendenza italiana (1859), Rossi si arruolò come volontario nel corpo dei Cacciatori delle Alpi, entrando a far parte dello Stato Maggiore di Garibaldi.
Rossi partecipò alla spedizione dei Mille (1860) come pilota e comandante in seconda del piroscafo Piemonte. Dopo la liberazione della Sicilia, entrò nello Stato Maggiore di Garibaldi e organizzò la flottiglia che permise lo sbarco dei garibaldini in Calabria. Prese parte alle successive battaglie, inclusa quella del Volturno.
Dopo l'Unità d'Italia, Rossi ricoprì diversi incarichi di rilievo:
- 30 novembre 1860: nominato Capitano del porto di Messina
- 25 giugno 1861: trasferito al comando del porto di Trapani
- 1862: nominato Capitano Comandante del porto e del Golfo di La Spezia
- 1866: durante la terza guerra d'indipendenza italiana, assunse il comando dell'arsenale di La Spezia

Dopo il congedo militare (15 settembre 1867), Rossi tornò a Diano Marina, dove si dedicò all'educazione dei suoi otto figli e alla gestione delle sue proprietà agricole. Mantenne stretti contatti con Garibaldi e i compagni d'armi, con frequenti incontri durante i soggiorni del Generale ad Alassio.
Rossi continuò a servire la sua comunità in vari ruoli civici:
- 1884: nominato Commissario Straordinario per l'Amministrazione del Comune
- 1887: coordinò le operazioni di soccorso dopo il terremoto che colpì Diano Marina
- 1892: nominato Presidente Onorario del Sottocomitato della Provincia di Porto Maurizio della "Società Reduci Garibaldini"
- 1893: nuovamente Commissario Straordinario per l'amministrazione del Comune

Andrea Rossi morì il 14 dicembre 1898 nella sua casa di Diano Marina. Il suo funerale, svolto in forma civile, vide la partecipazione dei Garibaldini superstiti dei Mille, che portarono a spalla il suo feretro.

## Onorificenze e riconoscimenti
Per il suo servizio militare, Rossi ricevette:
- La Medaglia dei Mille
- La Medaglia d'argento al valor militare

Il 6 agosto 1911, in occasione del cinquantenario dell'Unità d'Italia, con una raccolta di fondi a livello nazionale a cui aderirono innumerevoli associazioni e cittadini, fu inaugurato a Diano Marina un monumento in suo onore realizzato da Armando Zago, con epigrafe "Andrea Rossi Pilota dei Mille".

## Commemorazioni
Il 14 agosto 2024, in occasione del 210º anniversario della nascita di Andrea Rossi, la città di Diano Marina ha organizzato una celebrazione in suo onore. L'evento ha sottolineato l'importanza storica di Rossi come figura chiave del Risorgimento e il suo legame con la città natale.